# Лобово (Псковская область)
Лобово — деревня в Опочецком районе Псковской области России. Входит в состав Глубоковской волости.

## География
Расположена на северном побережье озера Косарно (Лобовское), в 28 км к югу от города Опочка.

## Население
| 2001 | 2002 | 2010 | 2013 | 2014 | 2015 | 2016 |
| ---- | ---- | ---- | ---- | ---- | ---- | ---- |
| 148  | ↘120 | ↘95  | ↗109 | ↘107 | ↘105 | →105 |

Численность населения по состоянию на начало 2001 года составляла 148 человек.

## История
С 1995 до 2005 года деревня входила в состав ныне упразднённой Лобовской волости в качестве её административного центра. С 2006 до 2015 года деревня входила в Звонскую волость.